# Mandy Loots
Mandy Loots (Amanda "Mandy" Loots), född den 3 augusti 1978 i Gwelo, Zimbabwe) är en sydafrikansk simmare och innehavare av ett OS-rekord. Hon deltog vid Olympiska sommarspelen för sitt land 1996, 2000 och 2008. I november 2009 satte hon sydafrikanskt och afrikanskt rekord på 200 meter fjärilsim i kortbassäng (25 meter).[källa behövs] Hemmaklubb är Dolphins Swim Club. 